# Pomnik Obrońców Lwowa na Persenkówce
Pomnik Obrońców Lwowa na Persenkówce – monument upamiętniający polskich poległych z lat 1918–1920, głównie podczas wojny polsko-ukraińskiej, w tym w trakcie obrony Lwowa, ustanowiony w II Rzeczypospolitej.

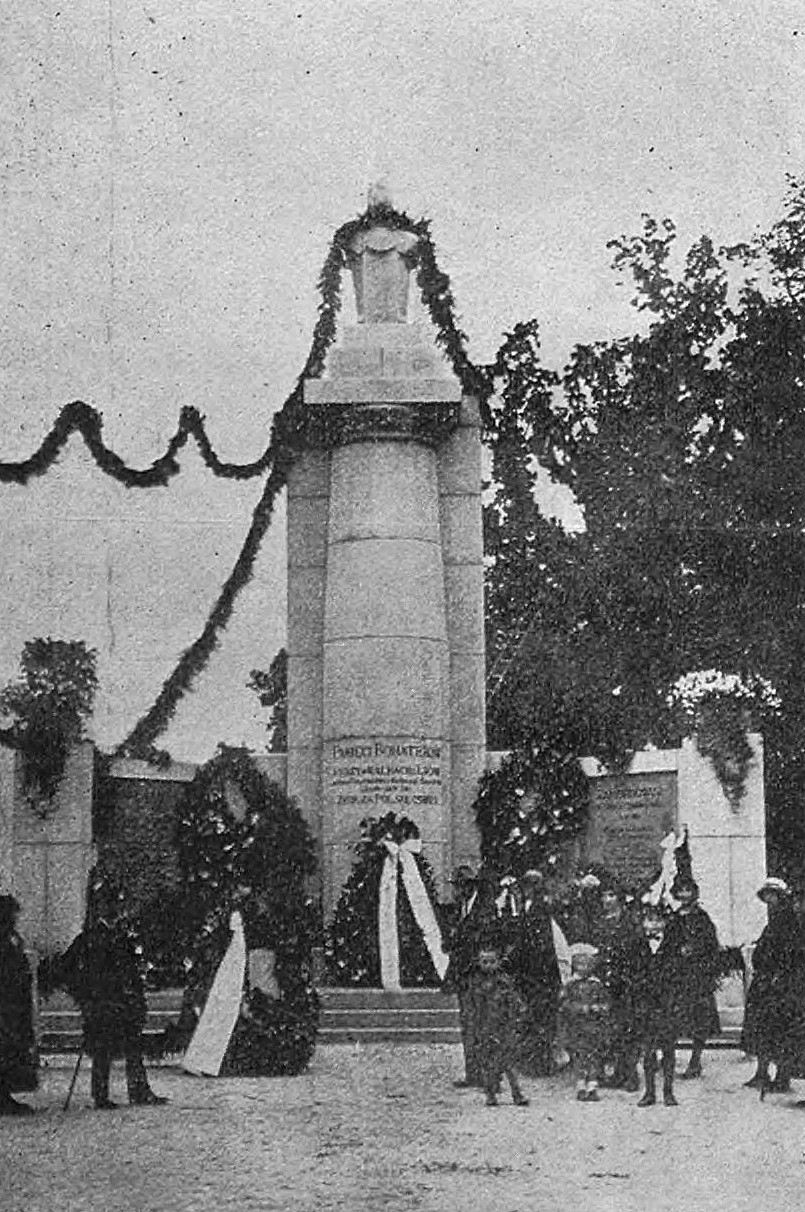
Odsłonięcie pomnika 28 września 1924

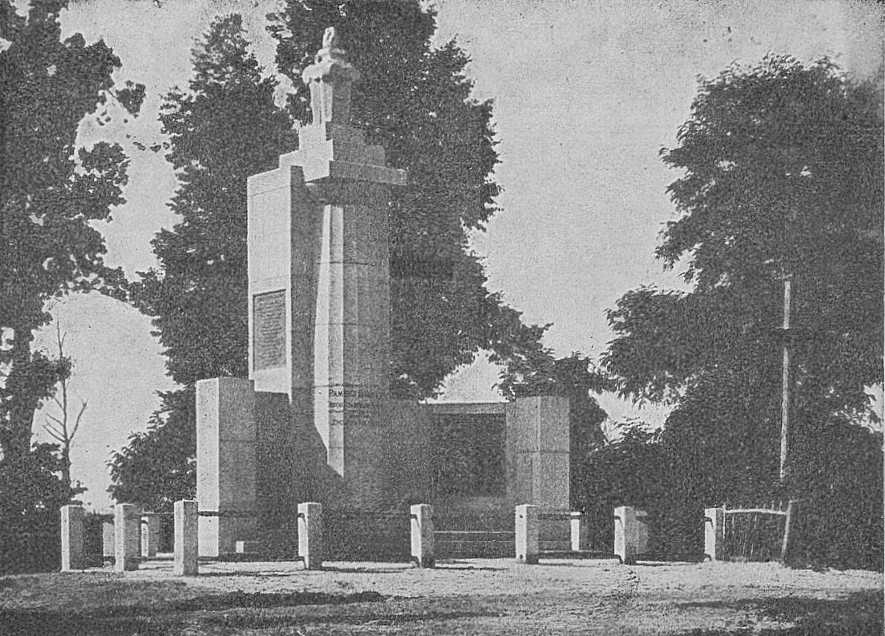
Pomnik na pocztówce z 1925

## Opis
W miejscu, gdzie powstał monument, jeszcze przed wojną z Ukraińcami zbierały się przy dębie zbiórki polskich konspiratorów. Teren na Persenkówce pod powstanie pomnika darował ppłk Władysław Śniadowski. Projekt monumentu sporządził nieodpłatnie inż. arch. Rudolf Indruch. Pomnik powstał z inicjatywy i staraniem Towarzystwa Straży Mogił, które przekazało granit. Wykonawcą był arch. Antoni Nestarowski, który pracę zrealizował bezinteresownie. 
Pomnik został odsłonięty podczas wielu uroczystości organizownych we Lwowie dnia 28 września 1924. Poświęcenia monumentu dokonał ks. infułat Józef Zajkowski. W imieniu obecnego gen. Władysławem Sikorskim głos zabrał gen. Tadeusz Rozwadowski, który bohaterstwo walczących pod Persenkówką określił „czynem polskich Termopil”. Przemawiała także Wanda Mozołowska (przewodnicząca TSM) oraz wiceprezydent Lwowa Leonard Stahl, oświadczający, iż miasto przejmie opiekę nad pomnikiem. Głos zabrali też ppłk Śniadowski i ppłk dr Roman Abraham, dr St. Zagórski, gen. Stefan Zagórski. Na koniec uroczystości tysiące zebranych uczestników odśpiewało „Rotę”.
Monument postać kombinacji dwóch kolumn: prostokątnej czworobocznej i wyłaniającej się z niej doryckiej. U podstawy pierwszej znajdowały się dwa symetryczne, półkoliste skrzydła, w ramach których umieszczono cztery tablice. Druga była zwieńczona kapitelem i kamiennym wyobrażeniem znicza z płonącym ogniem wiecznej chwały.
Na kolumnie znajdował się główny napis: „Pamięci bohaterów, którzy w walkach o Lwów na polach Persenkówki, Kozielnik i Śniadówki od I. XI. 1918 do 20. IV. 1919. Życie za Polskę oddali”. 
Z pięciu tablic trzy umieszczono na kolumnie (dwie po bokach i jedna z tyłu), a dwie na skrzydłach pomnika. Umieszczono na nich nazwiska 55 poległych i zamordowanych w niewoli ochotników oraz umieszczono napis oddający cześć 76 nieznanym poległym.
- Tablica I. Polegli w dniach 27 – 30 XII 1918: kapt. Jerzy Grodyński, kapt. Wilhelm Wilk-Wyrwiński, rotm. Iwo Nałęcz Skałkowski, por. Józef Marian Mazanowski, por. Roman Holak, ppor. Adam Garfein, ppor. Jan Feliks Charlewski, Józef Cwynar, Stefania Franiszynówna, Jerzy Pawłowski, Juliusz Zaziemski i 76 nieznanych ochotników[4][2].
- Tablica II. Zamordowani w dniach 29 XII 1918 w niewoli ukraińskiej: ppor. Lech Gluziński, Jerzy Adamowicz, Adam Cap, Jan Kłosowski, Aleksander Kolarzowski, Walerian Manowarda, Jan Moch, Adam Nestarowski, Franciszek Puczan, Julian Mładejowski[5][2].
- Tablica III. Polegli w dniach 1 XI 1918 – 20 IV 1919: por. Stanisław Wolak, ppor. dr Zygmunt Czerkawski, ppor. Marian Eizerth, ppor. Stanisław Fiala, Stanisław Dworakowski, Zygmunt Słowik, Franciszek Kosimor, Augustyn Niewiadomski, Kornel Poeche, Józef Andree, Stefan Antoniak, Stanisław Borowski, Jan Bittner, Stanisław Chudyka, Władysław Felczyński, Stefan Fok, Ludwik Górniak[6][2]
- Tablica IIV. Polegli w dniach 1 XI 1918 – 20 IV 1919: Konstanty Husakowski, Wladysław Husakowski, Franciszek Mandryk, Stanisława Misztur, Karol Modliszewski, Janina Prus-Niewiadomska, Józef Nowak, Antoni Petrykiewicz, Włodzimierz Słotwiński, Leon Śniadowski, Józef Sułyk, Michał Szafrański, Maksymilian Weinberg, Franciszek Welser, Bronisław Wójcik, Antoni Zagórszczak, Stanisław Żeburski[6][2].

Obok pomnika istniał drewniany krzyż.